# Metal Evolution
Metal Evolution é uma série de documentário de 2011 dirigida pelo antropólogo Sam Dunn e pelo diretor, produtor e supervisor de música Scot McFadyen sobre os subgêneros do heavy metal, para o canal a cabo VH1 Classic. As origens da série de documentários está nos documentários Metal: A Headbanger's Journey e Global Metal. Em julho de 2016, começou a ser exibido pelo canal brasileiro Bis.

## Sumário
A série é dividida por períodos históricas do heavy metal.
A série inclui entrevistas com e sobre Alice Cooper, Slash, Lemmy, Rob Zombie, membros das bandas Megadeth, Metallica, Iron Maiden, Black Sabbath, Deep Purple, Slayer, Van Halen, Def Leppard, The Stooges, ZZ Top, Soundgarden, Mötley Crüe, Poison, Rage Against the Machine, Alice in Chains, Korn, Lamb of God, Nightwish entre mais.

## História
A série foi criada após o feedback positivo sobre Metal: A Headbanger's Journey e Global Metal.
"Algumas pessoas disseram que queriam assistir um documentário com mais de oito horas de duração", disse Sam Dunn. A famosa Heavy Metal Family Tree do documentário influenciou fortemente a série Metal Evolution.

## Episódios
| Ep # | Título                            | Data de exibição       |
| --- | --------------------------------- | ---------------------- |
| 01 | "Pre Metal"                       | 11 de novembro de 2011 |
| Rastrear as origens do metal é uma odisseia fantasmagórica que atravessa cidades e países, oceanos e continentes. Para Sam Dunn, a primeira parada nesta peregrinação heavy metal é o berço do progenitor indiscutível do metal: o rock 'n' roll. |                                   |                        |
| 02 | "Early Metal Part 1: US Division" | 19 de novembro de 2011 |
| Esse episódio mostra os grupos Ted Nugent & The Amboy Dukes, The Frost, Iggy Pop & The Stooges, o explosivo MC5 e, claro, KISS. |                                   |                        |
| 03 | "Early Metal Part 2: UK Division" | 3 de dezembro de 2011  |
| O Reino Unido não estava disposto a ceder a dominância do rock & roll os Estados Unidos, continuaram com o sucesso de bandas que tinha cativado os americanos desde que a insanidade de The Beatles e da subsequente Invasão Britânica. Este episódio mostra bandas britânicas influênciadas pelo blues até o uso de amplificadores e usou guitarras distorcidas para o surgimento do pré-metal de bandas como Led Zeppelin, Deep Purple, e, claro, Black Sabbath, que muitos consideram a primeira banda de metal, que são reconhecidos para estabelecer as bases de que se tornou todo um gênero musical. Embora essas bandas não se identificam com o rótulo de heavy metal, esse título seria adotado e usado para definir o som distinto de Judas Priest. |                                   |                        |
| 04 | "New Wave of British Heavy Metal" | 10 de dezembro de 2011 |
| Após as bandas Black Sabbath, Deep Purple e Judas Priest se tornarem nomes conhecidos para headbangers, a próxima cena musical a surgir no Reino Unido foi a do punk rock em meados dos anos 1970. Os fãs de metal nada quiseram se associar, mas ainda havia uma pequeno, mas fiel, cena de metal underground. O movimento começou a crescer e foi encabeçada por nomes como Motörhead, Diamond Head e ganhou ainda mais força quando o Iron Maiden apareceu em clubes locais e mais tarde passou a vender milhões de álbuns. A mídia e as gravadoras não podia mais ignorar essas bandas e isso se tornou uma força importante na música que tinha que ser contada com e foi apelidado como New Wave of British Heavy Metal.                                 |                                   |                        |
| 05 | "Glam"                            | 17 de dezembro de 2011 |
| 06 | "Thrash"                          | 31 de dezembro de 2011 |
| 07 | "Grunge"                          | 7 de janeiro de 2012   |
| 08 | "Nu Metal"                        | 14 de janeiro de 2012  |
| 09 | "Shock Rock"                      | 21 de janeiro de 2012  |
| TBA |                                   |                        |
| 10 | "Power Metal"                     | 28 de janeiro de 2012  |
| TBA |                                   |                        |
| 11 | "Progressive Metal"               | 4 de fevereiro de 2012 |
| Season Finale |                                   |                        |

## Árvore genealógica do Heavy Metal

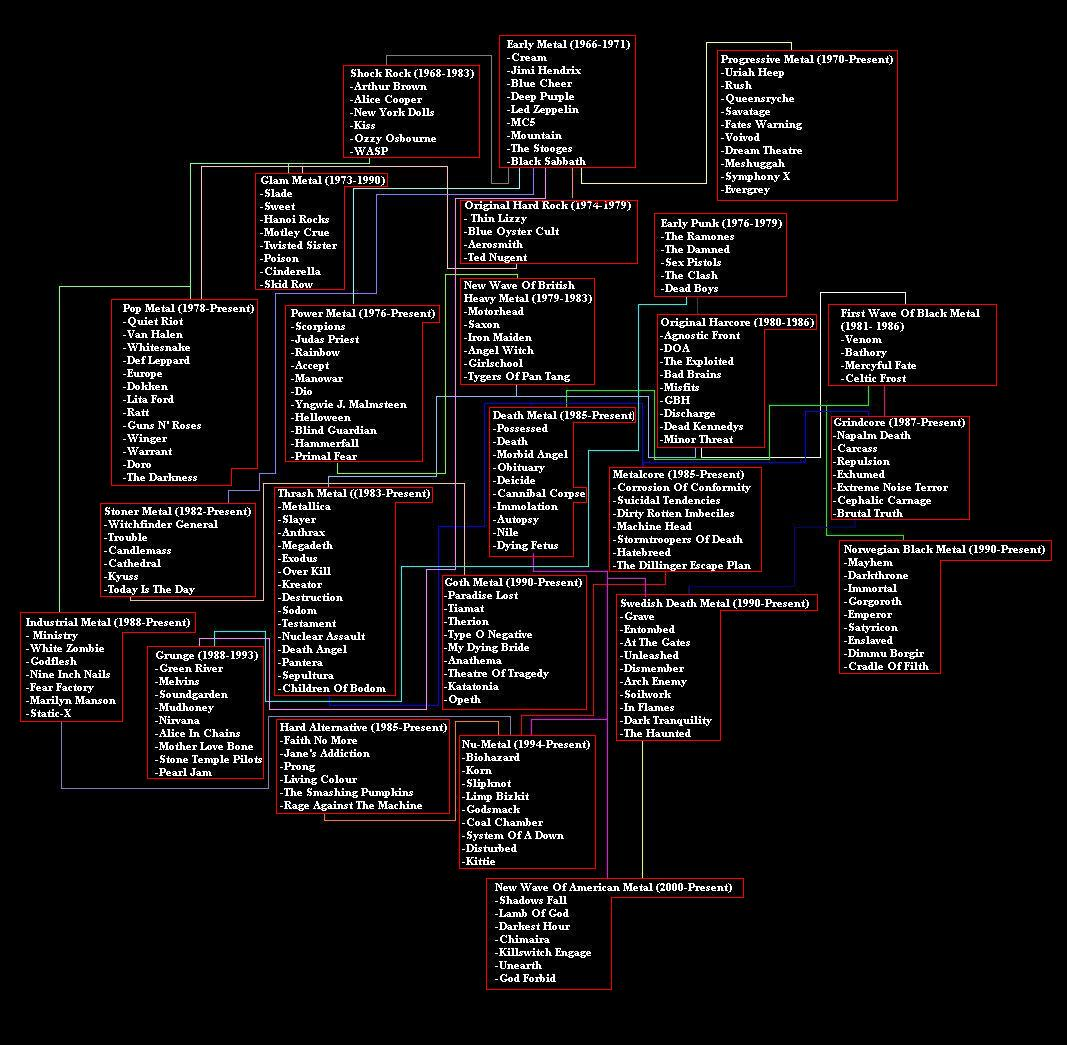
Gráfico dos subgêneros do heavy metal criado anteriormente por Sam Dumm

Para Metal Evolution, Sam Dunn apresentou uma nova versão atualizada da sua "Árvore genealógica do Heavy Metal," um gráfico de 24 subgênero em que ele mapeou vários subgêneros do metal que geraram ao longo de sua história em 40 anos. Esta nova versão, mais elaborada incluído um campo "Pre-História do Hevy Metal" que listou músicos que não são de heavy metal, mas que influenciaram no gênero. É também bandas adicionais listadas como exemplos dos diferentes estilos de metal. Alguns (mas não todos) dos subgêneros foram mostradas ao longo da série.
Pré-História do Heavy Metal
Niccolò Paganini; Richard Wagner; Gustav Holst; Howlin' Wolf; Robert Johnson; Buddy Rich; Elvis Presley; Little Richard; The Beatles; The Kinks; The Who; Cream; Jimi Hendrix
Rock progressivo
Jethro Tull; King Crimson; Emerson, Lake & Palmer; Yes; Genesis; Uriah Heep; Mahavishnu Orchestra; Journey; Styx; Kansas
Início do Heavy Metal americano
Dick Dale; Vanilla Fudge; Steppenwolf; Iron Butterfly; Blue Cheer; MC5; The Stooges; Alice Cooper; ZZ Top; Blue Öyster Cult; Aerosmith; Montrose; Kiss; Ted Nugent; Y&T; Van Halen
Início do Heavy Metal britânico
Deep Purple; Led Zeppelin; Black Sabbath; Budgie; The Sweet; Slade; Status Quo; Nazareth; Thin Lizzy; Queen; Judas Priest; AC/DC; Rainbow; Whitesnake
Shock Rock
Screamin' Jay Hawkins; Arthur Brown; Alice Cooper; New York Dolls; Kiss; Ozzy Osbourne; Venom; W.A.S.P.; King Diamond; Gwar; Marilyn Manson; Slipknot; Rammstein
Metal Progressive
Rush; Savatage; Queensrÿche; Fates Warning; Voivod; Dream Theater; Meshuggah; Porcupine Tree; Tool; The Dillinger Escape Plan; Opeth; Gojira; Mastodon; Coheed and Cambria
Power Metal
Scorpions; Accept; Manowar; Dio; Yngwie Malmsteen; Helloween; Blind Guardian; Stratovarius; Iced Earth; Kamelot; HammerFall; Rhapsody of Fire; Nightwish; Primal Fear; Sonata Arctica; DragonForce
New Wave of British Heavy Metal
Motörhead; Def Leppard; Quartz; Saxon; Iron Maiden; Tygers of Pan Tang; Diamond Head; Angel Witch; Girlschool; Raven; Fist; Holocaust; Tank
Doom Metal
Witchfinder General; Trouble; Candlemass; Solitude Aeturnus; Paradise Lost; Cathedral; Kyuss; My Dying Bride; Electric Wizard
Glam Metal
Quiet Riot; Mötley Crüe; Twisted Sister; Europe; Dokken; Ratt; Bon Jovi; Cinderella; Poison; Guns N' Roses; Winger; Warrant
Grunge
Green River; Screaming Trees; Melvins; Skin Yard; Soundgarden; Mudhoney; Tad; Nirvana; Alice in Chains; Mother Love Bone; Pearl Jam
Thrash Metal
Anvil; Metallica; Slayer; Anthrax; Megadeth; Pantera; Exodus; Overkill; Kreator; Destruction; Sodom; Sepultura; Testament; Death Angel
Primórdios do Black mMtalVenom; Mercyful Fate; Bathory; Hellhammer; Celtic Frost
Industrial Metal
Ministry; White Zombie; Godflesh; Nine Inch Nails; Fear Factory; Genitorturers; Strapping Young Lad; Orgy; Static-X; Rammstein
Hard Alternative
Faith No More; Red Hot Chili Peppers; Jane's Addiction; Prong; Living Colour; The Smashing Pumpkins; Primus; Rage Against the Machine
Post-Grunge
Stone Temple Pilots; Candlebox; Bush; Silverchair; Nickelback; Creed; Godsmack
Metalcore
Corrosion of Conformity; D.R.I.; Suicidal Tendencies; Stormtroopers of Death; Cro-Mags; Biohazard; Machine Head; Earth Crisis; Hatebreed
Death Metal
Possessed; Death; Autopsy; Morbid Angel; Obituary; Cannibal Corpse; Deicide; Immolation; Vader; Six Feet Under; Kataklysm; Dying Fetus; Nile; Amon Amarth
Sarcófago
Grindcore
Repulsion; Extreme Noise Terror; Napalm Death; Carcass; Bolt Thrower; Brutal Truth; Nasum; Cephalic Carnage; Agoraphobic Nosebleed; Pig Destroyer
Black Metal
Mayhem; Darkthrone; Marduk; Satyricon; Enslaved; Gorgoroth; Emperor; Dimmu Borgir; Cradle of Filth; Dark Funeral
Goth Metal
Tiamat; Type O Negative; Therion; The Gathering; Anathema; Katatonia; Theatre of Tragedy; Within Temptation; HIM; Lacuna Coil; Leaves' Eyes
Nu Metal
Korn; Deftones; Stuck Mojo; Limp Bizkit; Papa Roach; Coal Chamber; System of a Down; Kittie; Linkin Park; Disturbed
New Wave of American Metal
Shadows Fall; Lamb of God; God Forbid; Darkest Hour; Killswitch Engage; Unearth; Chimaira; The Black Dahlia Murder; As I Lay Dying; Trivium
Swedish Extreme Metal
Entombed; Grave; Unleashed; Dismember; At the Gates; Dark Tranquillity; In Flames; Arch Enemy; Soilwork; The Haunted